# Kamienica przy ulicy Krupniczej 10 we Wrocławiu
Kamienica przy ul. Krupniczej 10 – zabytkowa kamienica we Wrocławiu, znajdująca się przy ulicy Krupniczej we Wrocławiu 

## Historia posesji i kamienicy

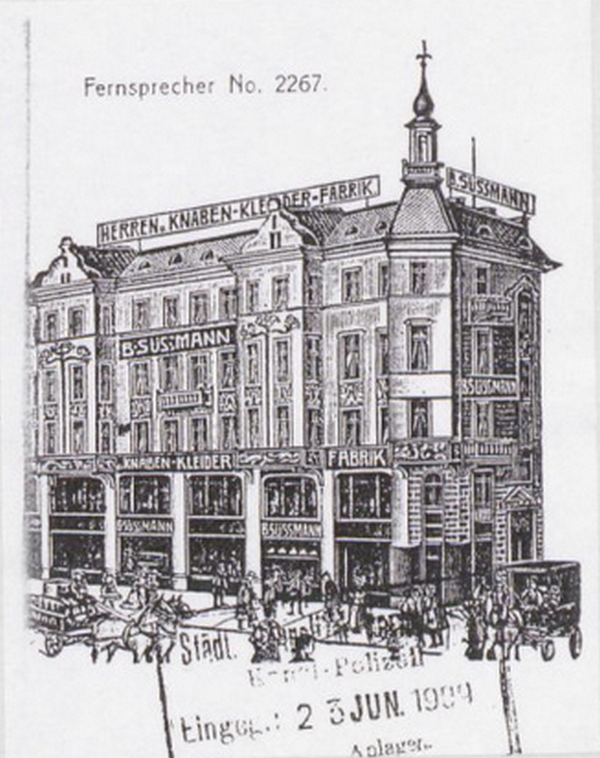
Wygląd kamienicy po otwarciu sklepów Süssmanna w 1907 roku

Historia posesji sięga okresu średniowiecznego, kiedy to na tym terenie w wyniku powiększenia obszaru miasta wytyczono ślepą ulicę w bliskiej odległości od murów miejskich. Ulica jeszcze w XVIII wieku zamknięta była szerokim budynkiem koszarów. W XIV lub na początku XV wieku, przy obecnej ulicy Krupniczej znajdował się majątek Nickela Hartuscha od którego w późniejszym okresie ulica wzięła swoją nazwę "Hartuschinne houestat" (majątek Hartuscha). Na zachowanym planie Wrocławia Bartłomieja Weinera z 1562 roku wschodnia część ulicy była już zabudowana.
 
Pomiędzy XVI a XVIII wiekiem wschodnia pierzeja ulicy znacznie się zagęściła, działki stopniowo były coraz bardziej dzielone na mniejsze. Pod koniec XVIII wieku na działce nr 10 wzniesiono trzykondygnacyjną kamienicę pokrytą dwukondygnacyjnym mansardowym dachem z lukarnami. Budynek należał do gminy żydowskiej. W latach 1790–1864 w budynku funkcjonowała szkoła żydowska dla chłopców założona na mocy edyktu z 1790 roku nadanego przez cesarza Fryderyka Wilhelma. Szkołę, zwaną Wilhelmsschule, otwarto 15 marca 1791 roku. W budynku obok szkoły znajdowały się biura administracji gminy. W latach 1848–1900 w budynku znajdowała się szkoła religijna niższego stopnia Leipzigerische Bet-ha-midrasch-Stiftung, szkoła rzemiosł dla dziewcząt "Israelitische Industrie Schule für Mädchen" oraz biura administracyjne, rabinat i mieszkania. W 1900 roku budynek wraz z innymi sąsiadującymi został sprzedany spółce "Heller und Geb. Günther Bau und Zimmergescheft". W tym samym roku postanowiono ulicę poszerzyć co spowodowało zwężenie działki o 9 metrów. Projekt nowego budynku został sporządzony przez właścicieli spółki braci Marxa i Paula Güntherów oraz Wilhelma Hellera i zakładał neogotyckie formy. Ostatecznie wzniesiono kamienicę o secesyjnej elewacji.          
W nowym budynku, do 1945 roku, znajdowały się pomieszczenia handlowe i biurowe a na ostatniej kondygnacji mieszkania. Od 1907 do 1927 roku budynek należał do rodziny kupca J. Süssmanna. Na parterze i I piętrze na wielkimi witrynami znajdowały się sklepy. W latach 1918–1919 w budynku swoją siedzibę miał oddział Niemieckiego Czerwonego Krzyża oraz oddział firmy ubezpieczeniowej Victoria Allgemeine Versicherungs A.G. i  bank "Gierozentrale Schlesien". W latach 1929–1936 budynek był własnością bankierów H. Scharfa i W. Thuniga. W tym okresie na parterze znajdował się sklep z wyrobami tytoniowymi a na I piętrze sklep muzyczny. Na wyższych kondygnacjach znajdowały się biura. W 1936 roku budynek przeszedł na własność towarzystwa ubezpieczeniowego Allianz und Stuttgarter Lebensverf. A.G.
Ze względu na częste zmiany lokatorów budynek w latach 1901 - 1945 był wielokrotnie przebudowywany i modernizowany. W 1906 roku dobudowano północną klatkę schodową, w 1907 dostosowano parter do potrzeb handlowych, w 1919 roku w po południowej stronie budynku wykonano wewnętrzna klatkę schodową. W 1933 roku przebudowano drugie piętro na mieszkania; prace wykonano według projektu architekta Maxa Mathiasa. Ostatnia znana większa zmiana dotycząca budynku miała miejsce w 1936 roku, kiedy to zmieniono hełm wykusza według projektu Otta Richtera.    

## Opis architektoniczny
Budynek pięciokondygnacyjny, podpiwniczony, został wzniesiony na planie prostokąta, jako jednotraktowy a w części południowym dwutraktowy. Głowna klatka schodowa znajduje się w południowej części budynku. W zachodniej elewacji oraz w narożu znajdują się trójkondygnacyjne wykusze. Kamienica przykryta jest dachem o stromych połaciach w części południowej i zachodniej; w części środkowej dachem pulpitowym. Zachowane lukarny przykryte są daszkiem dwuspadowym a narożny wykusz hełmem ostrosłupowym ściętym. 
Zachodnia elewacja w dwóch pierwszych kondygnacjach jest sześcioosiowa a w pozostałych 10-osiowa.  W trzeciej i ósmej osi licząc od południa, na wysokości trzeciej, czwartej i piątej kondygnacji znajdują się dwuosiowe wykusze, Pomiędzy kondygnacjami znajduje się gzyms międzykondygnacyjny. Nad ostatnia kondygnacją znajduje się wysunięty gzyms koronujący. Elewacja do wysokości drugiej kondygnacji jest boniowana. Na czwartej kondygnacji, w osach pięć i sześć znajduje się trójboczny balkon z metalową balustradą ozdobioną stylizowanymi motywami roślinnymi.    
Elewacja południowa jest dwuosiowa o podobnej dekoracji co elewacja zachodnia. W części parterowej znajduje się otwór wejściowy z wysokim, sięgającym II pietra naświetlem z oknem czterodzielnym zabezpieczoną kutą kratą ozdobną. Całość zwieńczona jest portalem z trójkątnym naczółkiem. Po obu stronach wejścia znajdują się boniowane pilastry o głowicach zdobionych wolutami; w dolnej części klucza znajduje się stylizowany motyw kielicha kwiatu a powyżej znajdują się dekoracja stylizowana na liście kasztanowca. 

## Po 1945
Po działaniach wojennych w 1945 roku pierwsze prace remontowe miały miejsce w latach 50. Odnowiono wówczas elewację zachodnią rezygnując z części dekoracji. W latach 60. zmieniono dach likwidując przy okazji część lukarn. W latach 70. pomieszczenia na parterze dostosowano do otwarcia pralni chemicznej (dodano kilka ścian działowych) i wykuto nowy otwór drzwiowy po południowej stronie.
W latach 90. I piętro dostosowano do salonu gier. W 1997 roku dokonano kapitalnego remontu budynku według projektu architekta Mari Kondratowicz. Odnowiono wówczas elewację, budynkowi przywrócono funkcje biurową- głównie na III, IV i V kondygnacji oraz na poddaszu.    